# Sinem Kavus
Sinem Kavus (Zeist, 8 september 1991) is een Nederlands actrice van Turkse afkomst. Ze is vooral bekend geworden door de Nederlandse serie Hoogvliegers waarin ze een van de hoofdrollen speelde. Verder is ze bekend door haar rol als Meltem in de Videoland-serie Mocro Maffia.

## Biografie
In 2017 studeerde Kavus af aan de Amsterdamse Academie voor Theater en Dans. Ze speelde de hoofdrol in de NPO Onze Straat-film Het meisje dat vervloekt was dat zij zelf initieerde. Ze speelde naast Jonas Smulders in de eerste Nederlandse Netflix Original-film Forever Rich onder regie van Shady El-Hamus.
Ze speelde en zong in de toneelbewerking van ‘De uren’ geregisseerd door Eline Arbo bij het Internationaal Theater Amsterdam. 
Kavus heeft zelf ook theatervoorstellingen gemaakt, zoals I used to be Snowhite - The World Tour en Nobody told me there’d be days like these.
In 2021 speelde ze de hoofdrol Meltem in de korte film Mocro Maffia: Meltem. Hiervoor ontving zij een Gouden Kalf in de categorie Beste hoofdrol in een korte film. Na deze korte film speelde ze van 2022 tot en met 2023 mee in de Videoland-serie Mocro Maffia.
In de serie Sleepers nam zij de rol van Noura Oudkerk over van Maryam Hassouni.
In 2023 verscheen ze in de  Netflix-film Happy Ending van regisseuse Joosje Duk.

## Filmografie

### Film
- 2003: Scooterdagen, als kassameisje
- 2019: Eyes on the Road, als Menna
- 2021: Alles van waarde, als Narin
- 2021: The Art of Giving Up, als zuster
- 2021: Forever Rich, als Anna
- 2021: Mocro Maffia: Meltem, als Meltem
- 2022: Diep in de nacht, als aanbidder
- 2022: Emotional Girl, als Amina
- 2022: Hotel Sinestra, als Kyra
- 2022: Pink Moon, als Laura
- 2023: Happy Ending, als Bo
- 2023: Het land der blinden
- 2024: Venus
- 2024: Casting Call, als Meryem
- 2024: Niet meer, als Nena
- 2025: Straatcoaches vs Aliens, als Panter

### Televisie
- 2017: Flikken Maastricht, als Aysun
- 2018: GIPS, als baliemedewerkster
- 2019: Zeven kleine criminelen, als verslaggever
- 2020: Hoogvliegers, als Leyla Demir
- 2020: Sas heeft een soa, als Nuray
- 2021: Onze straat: Het meisje dat vervloekt was, als Gizem
- 2022-2023: Mocro Maffia, als Meltem
- 2023: En nu ben ik verliefd, als Hilal
- 2023-heden: Sleepers, als Noura Oudkerk
- 2024: Koolhoven presenteert: Venus, als Joyce

## Prijzen en nominaties
- 2022 - Gouden Kalf; Beste hoofdrol korte film, Mocro Maffia: Meltem (gewonnen)